# Chokladtryffel
Chokladtryffel (franska: Truffe en chocolat) är en konfekttyp gjord på mjuk chokladmassa (så kallad ganache) bestående av choklad, grädde, smör, socker eller honung och någon smaksättare, till exempel likör. Massan kan användas som fyllning i praliner, rullas till bollar som pudras med kakao eller doppas i smält choklad. Namnet härrör sig från bollarnas form, som påminner om tryffelsvampen.